# 巡天調查

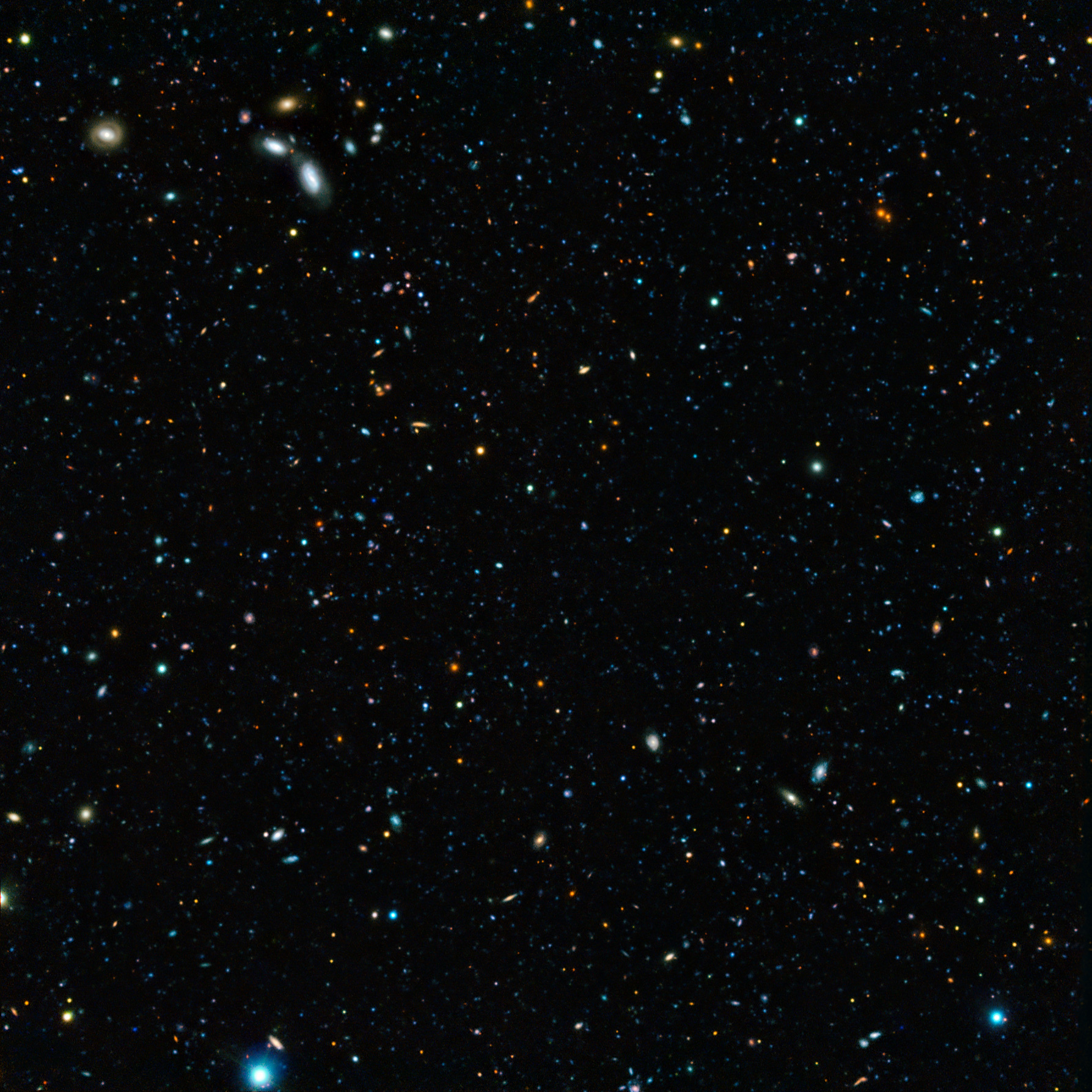
GOODS南視場的複合圖像。使用ESO的甚大望遠鏡4架8.2米中的兩架進行深度巡天結果的複合影像。

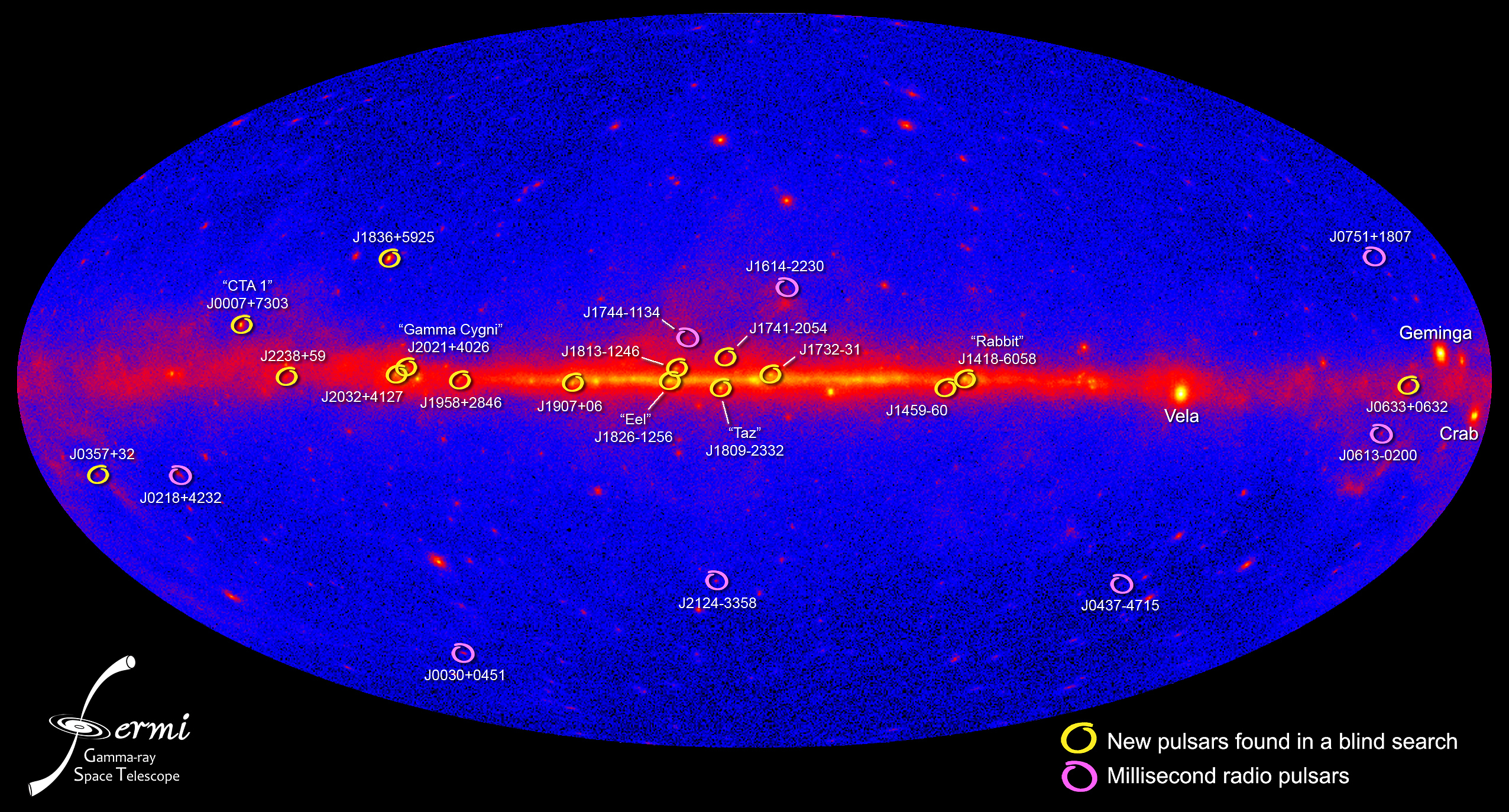
費米伽瑪射線望遠鏡所檢測到的伽瑪射線脈衝星。

巡天調查或天文量測是對天空（或整個天空）中沒有特定觀測目標的區域進行的一般星圖製作或影像製作。或者，巡天調查可以包括對具有共同類型或特徵的天體的一組影像、光譜或其它觀測的結果。由於儀器的限制，測量通常局限於電磁頻譜的一個波段，儘管可以通過使用多個探測器進行多波段測量，但每個探測器對不同的頻寬敏感度不盡相同。
調查通常是做為天體目錄製作的一部分進行的。他們也可以搜索瞬態天文事件。

## 科學價值
與對特定天體的定向觀測不同，巡天允許天文學家對天體進行編目和統計分析，而無需對選擇效應進行複雜的校正。在某些情况下，對特定天體感興趣的天文學家會發現，巡天影像足以使新的望遠鏡時間變得完全沒有必要。
調查還幫助天文學家選擇目標，使用更大、更有效的望遠鏡進行更深入的研究。如果以前的觀測支持一個假設，望遠鏡調度委員會更有可能核准新的、更詳細的觀測來測試它。
調查的範圍廣泛，使它們非常適合尋找移動的前景天體，例如小行星和彗星。天文學家可以將現有的調查影像與當前的觀測結果進行比較，以識別變化；這項工作甚至可以使用圖像分析軟體自動執行。除了科學，這些調查還探測到潛在威脅天體。同樣地，通過不同調查拍攝的同一天體的影像，可以進行比較，以檢測瞬態天文事件，例如變星。

## 巡天一覽表

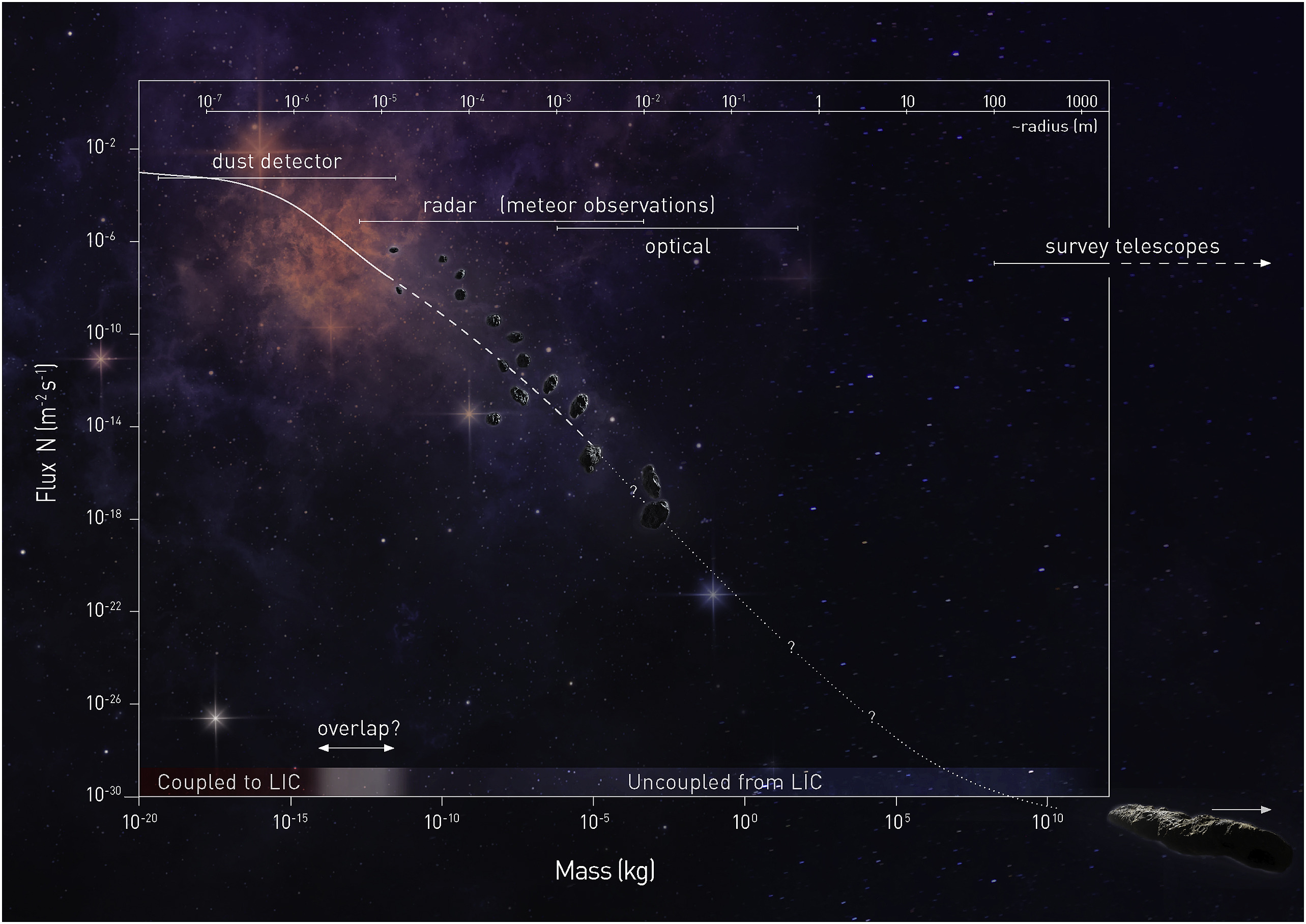
太陽系天體的觀測光譜類型。

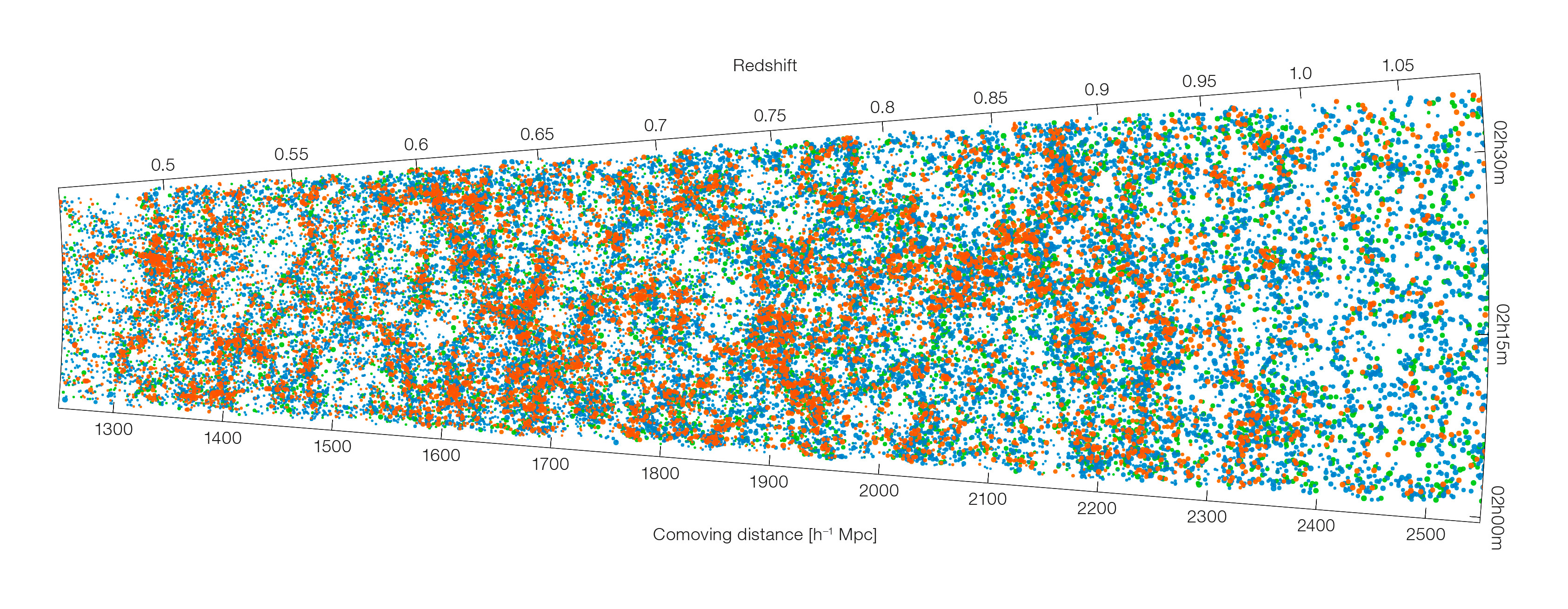
VIPERS調查確定的一些星系在太空中的位置（參見可見多目標光譜圖）。

### 光學
- - 喜帕恰斯：創建了已知的第一個擁有850多顆恒星的星表。這些數據與第一份恆星星等清單一起被納入天文學大成，直到西元前190-120年，這些數據一直是現代的主要天文參攷。
  - 波恩星表：1859-1903年全天天體量測星表。
  - 攝影星表：對整個天空的國際天文量測。這項調查是由18個天文台使用22,000多塊照相乾板進行的。這些結果是1887-1975年所有後續調查的比較基礎。
  - HD星表：基於1918-1924年照相底片的光譜分類，後來擴展1925-1936年。
  - 卡特林那巡天：發現彗星和小行星的天文調查。
  - 泛仙女座考古調查（英语：Pan-Andromeda Archaeological Survey）
  - 國家地理學會 – 帕洛瑪天文台巡天（英语：National Geographic Society – Palomar Observatory Sky Survey）（NGS–POSS）：1948–1958年用照相乾版底片對北方天空的觀測。
  - CfA紅移巡天：哈佛-史密森天體物理中心的一個專案項目。它始於1977年至1982年，然後是1985年至1995年。
  - 數位化巡天（英语：Digitized Sky Survey）：1994年，用數位化照相底片製作的光學全天空巡天。
  - 2度視場星系紅移巡天（2dfGRS）：英澳天文台在1997年至2002年間進行的紅移調查。
  - 史隆數位巡天（SDSS）：光學和光譜調查，2000-2006年（第一次通過）。
  - 明視天空巡天（英语：Photopic Sky Survey）：2010-2011年間37,440次獨立曝光的調查[4][5]。
  - 深度2紅移巡天（DEEP2）：用凱克望遠鏡量測50,000個星系的紅移。
  - VIOS-VLT深度調查（英语：VIMOS-VLT Deep Survey）（VVDS）：法國和義大利使用帕瑞納天文台的甚大望遠鏡進行的研究。
  - 帕洛馬遠距太陽系巡天（英语：Palomar Distant Solar System Survey）（PDSSS）。
  - WiggleZ暗能量調查（英语：WiggleZ Dark Energy Survey）[6]：（2006–2011）使用澳洲天文台。
  - 暗能量巡天（DES）[7]：是對大約十分之一的天空進行調查，以尋找暗能量特徵的線索。
  - Calar Alto 遺產綜合實地調查（英语：Calar Alto Legacy Integral Field Area Survey）（CALIFA）：星系光譜調查
  - 聖人遺產統一星團和星系的調查（英语：SAGES Legacy Unifying Globulars and GalaxieS Survey）（SLUGGS）的巡天調查[8]：2014年對附近25個早期型星系的近紅外光譜光度量測
  - 大天區面積多目標光纖光譜望遠鏡（LAMOST）[9]：銀河系外（星系）和恆星光譜調查。
  - IPHAS（英语：The INT Photometric H-Alpha Survey）和VPHAS+：從2003年迄今，對北天使用艾薩克·牛頓望遠鏡對銀河系核球和內盤的觀測，和在南天使用VLT巡天望遠鏡（英语：VLT Survey Telescope）進行u、g、r、Hα、和i波段量測
  - 泛星計畫：從2010年迄今，尋找瞬態和可變源的廣域視巡天調查系統。
  - 光學重力透鏡實驗（OGLE）：1992年至今的大規模變率巡天（在I波段和V波段）
  - 暗能量光譜儀器（英语：Dark Energy Spectroscopic Instrument#DESI Legacy Imaging Surveys）使用DESI傳統成像巡天（遺產調查）：從2013年至今，分三個波段，覆蓋三分之一的天空，對銀河系外天空的大規模成像調查。
  - GSNST - 全球超新星蒐索小組 （页面存档备份，存于）：2018年8月啟動的一項全天空調查，旨在尋找天體凌的現象。
  - 蓋亞目錄：超過十億個視差距離

### 紅外線

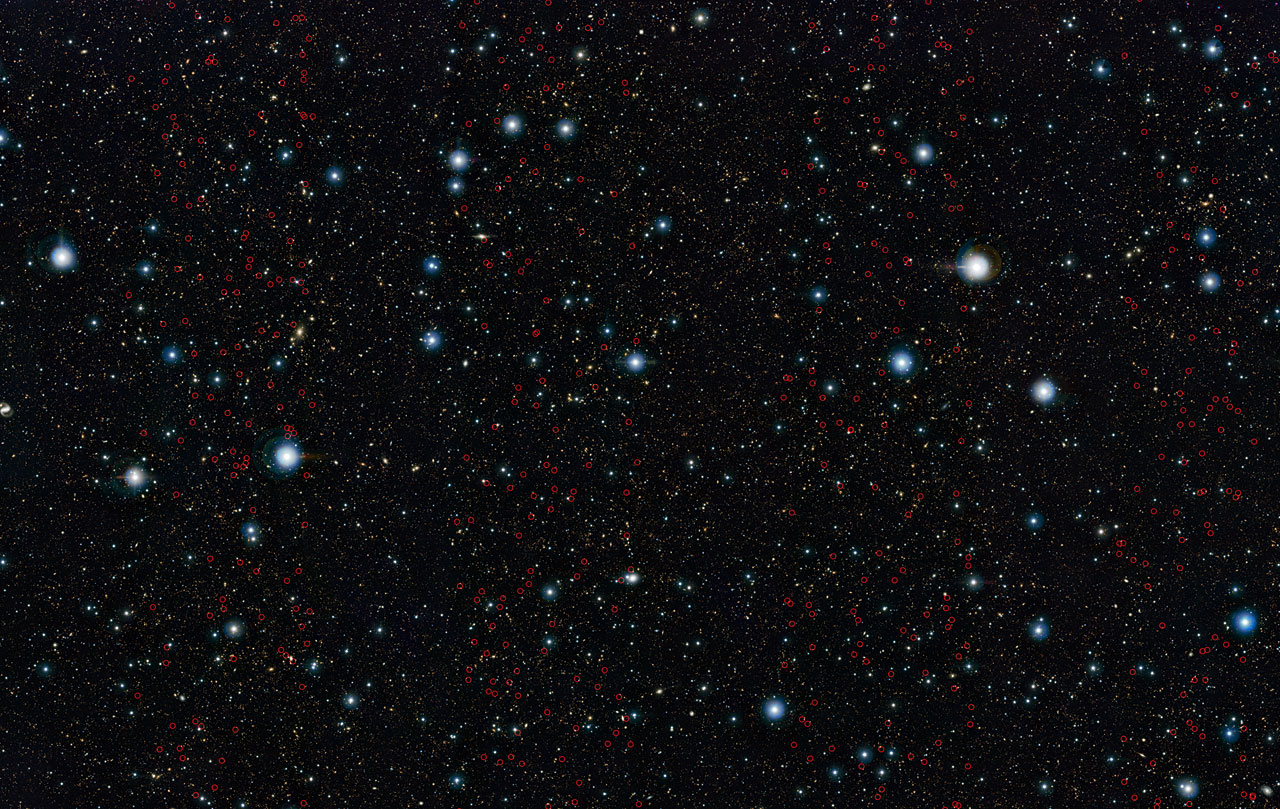
在UltraVISTA場的早期宇宙中發現的大質量星系。

- - 紅外線天文衛星 (IRAS)：在1983年以12、25、60、和100μm進行巡天。
  - 2微米全天巡天 (2MASS)：地基天文台在1997至2001年以J、H、和Ks（1.25、 1.65、和2.17 μm）波段巡天。
  - Astro-F：日本在2006至2008年以中紅外線和遠紅外線波段上使用衛星進行的全天巡天。
  - WISE任務：2009年12月發射，以3.3、4.7、12、和23μm調查了99%的天空。這架望遠鏡的靈敏度是之前的紅外線調查的1,000倍。在2010年7月完成了初步的調查，對每一個紅外線影像的位置至少都測量了8次。
  - UKIRT紅外深空巡天（英语：UKIRT Infrared Deep Sky Survey）（UKIDSS）：使用{{link-en|英國紅外線望遠鏡|UKIRT]]上的「WFCAM」相機（GPS，GCS，LAS，DXS，UDS）的集合，在2005年使用Z，Y，J，H和K波段對北半球調查，有些很寬廣，有些很深入。
  - VISTA公共調查：從2009年迄今，使用可見光和紅外巡天望遠鏡以各種區域和深度，在Z，Y，J，H和Ks波段對南半球的調查（VVV，VMC，VHS，VIKING，VIDEO，UltraVISTA）。
  - SCUBA-2全天巡天（英语：Submillimetre Common-User Bolometer Array#SCUBA-2）

### 電波
- - HIPASS巡天（英语：HIPASS）：在1997至2002年，首度使用HI涵蓋整個南天的調查。
  - 俄亥俄巡天調查（英语：Ohio Sky Survey）：在1965至1973年，使用1415MHz的波長調查了19,000個電波源。
  - NRAO VLA巡天（英语：NRAO VLA Sky Survey）（NVSS）：在1.4GHz的波長繪製了緯度-40度以北的天空。
  - 20公分無線電天空的微弱圖像（英语：Faint Images of the Radio Sky at Twenty-Centimeters）（FIRST）：以20cm波長調查暗弱的電波源[11]。（參見 http://sundog.stsci.edu/index.html）%5B%5D
  - 3C星表（"3C"）：1959年公佈的159和178 MHz巡天調查。
  - 雪梨大學莫隆洛巡天（英语：Sydney University Molonglo Sky Survey）（SUMSS）：以與北部NVSS相似的靈敏度和解析度，在843MHz繪製-30度以南天空的巡天調查[12]。
  - PALFA 巡天調查（英语：PALFA Survey）：使用阿雷西博天文台，以1.4GHz調查脈衝星。
  - 加萊克斯·阿雷西博SDSS巡天（英语：GALEX Arecibo SDSS Survey）：（GASS）[13]：設計用於測量〜1,000個大質量星系，代表性樣品的中性氫含量調查。
  - C波段全天空巡天（英语：C-Band All Sky Survey）（C-BASS）：正在進行中的 5GHz 的全天巡天，以從宇宙微波背景的地圖中減去銀河的前景。
  - 宇宙進化圖（英语：Evolutionary Map of the Universe）（EMU）：一項覆蓋3/4天空的大型電波連續體調查，預計將發現約7,000萬個星系。
  - 巨型米波射電望遠鏡（英语：Giant Metrewave Radio Telescope）（GMRT）：巨型米波射電望遠鏡的TGSS ADR以150MHz繪製天空。
  - 高峰期解析度宇宙（英语：High Time Resolution Universe）（HTRU）：使用帕克斯天文台的電波望遠鏡和埃菲爾斯貝格望遠鏡對北部和南部天空進行脈衝星和無線電瞬變巡天。

### 伽瑪射線
- - 費米伽瑪射線太空望遠鏡：以前稱為伽瑪射線廣域太空望遠鏡，從2008年使用迄今，望遠鏡的存活時間預計為10年。

### 多波段巡天
- - 星系和質量組合巡天（英语：Galaxy And Mass Assembly survey）（GAMA）：星系和質量組合巡天[14]是將許多地基和太空觀測的大紅移巡天資料整合在一起，主要是由英澳望遠鏡執行。產生的資料將廣泛的應用於研究星系整體的物理和現今宇宙隱藏的質量結構[15]
  - 大天文台起源深度巡天（英语：Great Observatories Origins Deep Survey） （GOODS）：大天文台執行的起源深度巡天。
  - COSMOS：宇宙演化巡天（英语：Cosmic Evolution Survey）
  - 宇宙組合近紅外深河外星系遺產調查（英语：Cosmic Assembly Near-infrared Deep Extragalactic Legacy Survey）（CANDELS）：CANDELS與GOODS和COSMOS都是將哈伯太空望遠鏡、史匹哲太空望遠鏡、錢卓X射線天文台和XMM-牛頓衛星，以及大量地基天文台的觀測結合在一起。
  - 立體星圖集巡天（英语：Atlas 3d Survey）：天體物理學的260個星系樣本專案[16]。

### 計畫
- - 薇拉·魯賓天文台：擬議的超大望遠鏡，旨在反覆測量從其位置可見的整個天空。
  - 廣域ASKAP L波段傳統全天空盲巡天（英语：Widefield ASKAP L-Band Legacy All-Sky Blind Survey）（WALLABY）
  - 泛星計畫 (Pan-STARRS)：建議以4架望遠鏡的大視野巡天系統觀察瞬變和變動的來源。
  - 大型綜合巡天望遠鏡：擬議的以非常大的望遠鏡，對其所在位置能看見的天空進行反復的調查。

### 麥哲倫雲巡天
- 麥哲倫星雲中H-α發射星和星雲目錄（英语：Catalogues of H-α emission stars and nebulae in the Magellanic Clouds）：1956年出版（Astrophys. J. Suppl., 2, 315）
- 麥哲倫雲發射線巡天（英语：Magellanic Cloud Emission-line Survey）（MCELS）
- 麥哲倫雲光電巡天（英语：The Magellanic Clouds Photometric Survey） – UBVI（光學的）。
- 深度近紅外線巡天（英语：Deep Near Infrared Survey）（DENIS）：近紅外線（IR）。
- 銀河系演化測量代理人：承襲史匹哲太空望遠鏡對LMC的觀測計畫。